# Sanne Alsem
Sanne Alsem, (Den Haag 1 februari 1999) is een Nederlands korfballer. Ze werd met Fortuna/Delta Logistiek Nederlands en Europees kampioen zaalkorfbal.

## Spelerscarrière

### Fortuna
In 2015 maakte zij de overstap van HKV Achilles naar het Delftse Fortuna. Ze kwam in de A1 jeugd terecht, maar maakte in 2016 al haar debuut bij de hoofdmacht van Fortuna in de Korfbal League. In 2019 speelde Fortuna de Korfbal League finale en Alsem stond in de basis. Ze scoorde 3 maal en werd Nederlands kampioen.
Aangezien Fortuna Nederland's zaalkampioen was, plaatste het zich voor de Europacup.
Fortuna won in de poule-fase van Barcelona, České Budějovice, Benfica en Pegasus. In de finale won Fortuna van het Belgische Kwik met 34-18. Hierdoor was Alsem met Fortuna nu ook Europees kampioen geworden.

### KCC
Alsem stapte voor seizoen 2020-2021 over naar KCC. Deze ploeg speelde in 2019-2020 in de zaal geen Korfbal League, maar had zich terug zien promoveren voor seizoen 2020-2021, waardoor Alsem in de hoogste competitie bleef spelen.
In seizoen 2020-2021 verloor KCC de eerste 5 veldwedstrijden in de Ereklasse. Hierna zou de Korfbal League starten, maar liep vertraging op vanwege COVID-19. Hierdoor startte het zaalseizoen pas in januari 2021. KCC werd in de reguliere competitie 6e in Poule B. Hierdoor stond KCC niet in de play-offs van dit seizoen.
In seizoen 2021-2022 begon KCC in de eerste competitiefase in Poule A. Na 10 wedstrijden had KCC slechts 8 punten. Hierdoor moest KCC de competitie vervolgen in de zogenoemde degradatiepoule. KCC wist zich te handhaven in league.
In seizoen 2022-2023 beleefde KCC een goed seizoen. Zo wisten ze in de zaalcompetitie te winnen van DVO en speelden ze gelijk tegen PKC en Fortuna. Na de reguliere competitie had de ploeg 15 punten uit 18 wedstrijden verzameld. Dit was goed voor de 7e plek, wat ruim voldoende was voor handhaving.
Voor KCC was seizoen 2023-2024 een lastig seizoen. De club was topscoorder Bo Oppe kwijt geraakt en hierdoor kwam het in zwaar weer terecht. Aan het eind van de reguliere competitie had KCC slechts 6 punten uit 18 wedstrijden en eindigde daarmee op de 9e plaats. Hierdoor moest KCC play-downs spelen (best of 3) tegen de verliezend finalist van de Korfbal League 2, namelijk TOP (S). In deze play-down serie won KCC in 2 wedstrijden, waardoor het zich alsnog handhaafde. 
Dit was echter voor Alsem het laatste seizoen bij KCC.

### Die Haghe
Voor seizoen 2024-2025 sloot Alsem zich aan bij KV Die Haghe. Hier speelde zij 1 seizoen.

### VEO
Voor seizoen 2025-2026 sloot Alsem zich aan bij het nabij geleden VEO. 

## Erelijst
- Korfbal League kampioen, 1x (2019)
- Europacup kampioen, 1x (2020)

## Oranje
Alsem was speelster van Jong Oranje (Onder 21). Ze won in dienst van Jong Oranje goud op het EK van 2019.